# Округ Остпригниц-Рупин
Округ Остпригниц-Рупин је округ на северозападу немачке покрајине Бранденбург. 
Површина округа је 2.509,2 km². Крајем 2007. имао је 105.812 становника. Има 23 насеља, од којих је седиште управе у месту Нојрупин. 
Површина округа је већим делом покривена шумама. Ту су и многобројна језера и речице. 